# Антиклеја
Антиклеја (грч. Ἀντίκλεια) је у грчкој митологији било име више личности.

## Етимологија
Име Антиклеја значи „погрешан кључ“ или „место славног“.

## Митологија
1. Аутоликова кћерка, Лаертова супруга, Одисејева и Ктименина мајка. Када је Сизиф боравио у Аутоликовом дому, обљубио је Антиклеју и она је зачела са њим, али ју је лукави Аутолик убрзо удао за Лаерта. Одисеј тако није рођен као ванбрачни син, али његов отац ипак није Лаерт. Она није дочекала сина из тројанског рата. Или је преминула од туге или се убила, када је добила лажну вест о његовој смрти.[2] Њену сен је Одисеј видео на путу ка домовини, а међу другим духовима жедних крви коју је понудио као жртву. Чак ни њој није дозволио да пије, јер га је Кирка саветовала да крв мора да понуди Тиресију, како би га овај саветовао.[1]
2. Перифетова мајка, кога је убио Тезеј. Њега је добила са Хефестом или Посејдоном.[3]
3. Паусанија је помиње као Махаонову мајку и Асклепијеву љубавницу.[3]
4. Помиње се и као Јобатова кћерка, коју је он морао да уда за Белерофонта.[2]